# Castello di Muráň
Il castello di Muráň (in slovacco Hrad Muráň) è una struttura in rovine che si trova nel territorio del comune di Muráň, Distretto di Revúca, Regione di Banská Bystrica. Rientra nell'area del parco nazionale Muránska planina nella Slovacchia centrale e risale al XIII secolo.

## Storia

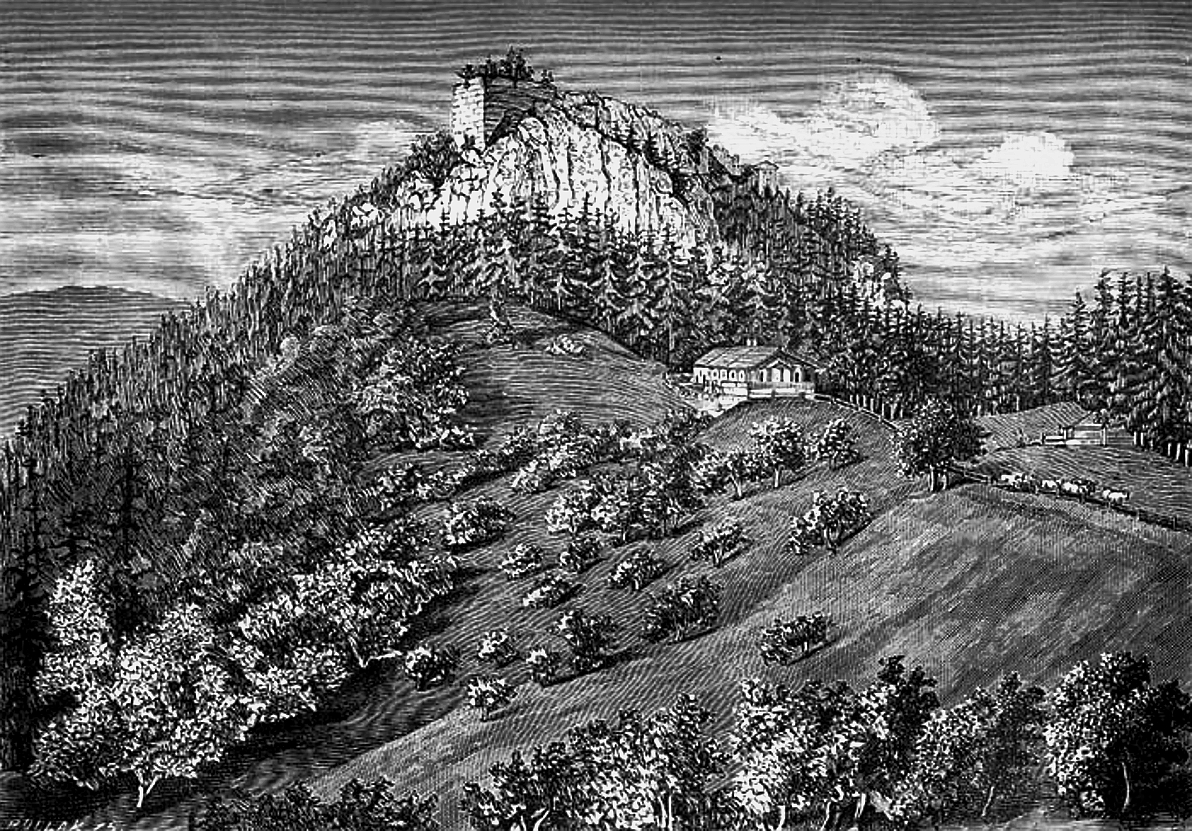
Il castello di Muráň in una stampa del 1880

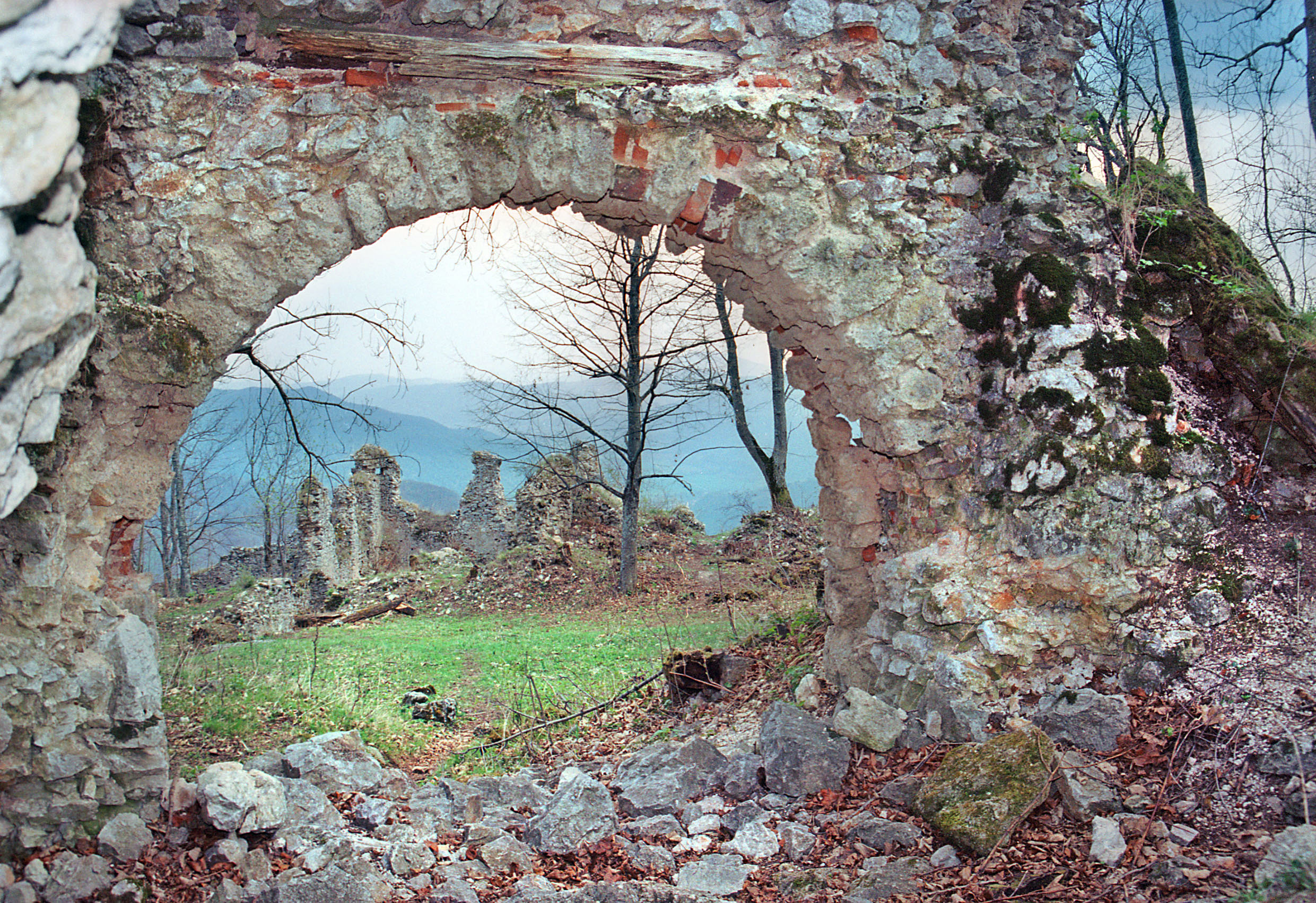
Rovine del castello di Muráň con vista sulle vallate del parco nazionale Muránska planina

Il sito, su ripide rocce, fu il luogo ideale per costruire un castello in un'epoca in cui l'Ungheria era soggetta ad invasioni tartare. La fortezza fu costruita così in territorio allora ungherese sulla strada che collega Spiš con Gemer. La prima menzione scritta del castum Mwran risale al 1271. I signori che fondarono il castello furono i membri dalla famiglia Bebek, una delle famiglie feudali più influenti dell'Ungheria. Col tempo passò ad altre importanti famiglie nobili come gli Illésházy, i Tornaly, gli Széchy, i Koháry e infine i Coburg. Il castello di Muráň ebbe ruolo importante nella storia dell'Ungheria dalla metà del XV secolo al XVIII secolo. La struttura iniziò a cadere in rovine dopo un vasto incendio all'inizio del XVIII secolo, dopo il quale iniziò a deteriorarsi fino a diventare inabitabile. Gli ultimi proprietari, la famiglia Koháry e la famiglia Coburg, ormai non vi abitavano più. Le rovine del castello sono col tempo state invase dalla vegetazione e sono divenute un punto di attrazione turistica durante la visita del parco nazionale Muránska planina, nella cui area si trovano. Nel 1920, secondo i termini del trattato del Trianon, l'intero territorio sul quale si trova il castello entrò a far parte della neonata Cecoslovacchia.

## Descrizione
I resti del castello consistono di tre strutture separate tra loro nell'area che anticamente era quella della fortezza medievale nel territorio del comune di Muráň, Regione di Banská Bystrica nella Slovacchia centrale. Posto sulla cima Cigánka, a 935 m s.l.m., è raggiungibile con un sentiero intitolato a Mária Széchy e classificato come impegnativo e destinato esclusivamente all'escursionismo. Le rovine del castello si sviluppano per una lunghezza di quasi 360 metri e la struttura più alta arriva a 96 metri. Nelle sue vicinanze, durante la prima guerra mondiale fu costruito in un sanatorio.